# Miliradián

Kruhový oblouk s délkou stejnou jako poloměr kruhu definuje 1 radián. Celý kruh odpovídá úhlu 2π radiánů.

Miliradián, zkracován jako Mil nebo také mrad, je jedna tisícina (tedy 0,001) radiánu. Tato jednotka se používá pro vyjádření velikosti rovinných úhlů.  Je to je bezrozměrná jednotka patřící mezi odvozené jednotky
Mezinárodní soustavy jednotek (SI). 

## Matematické vyjádření
V soustavě SI  je radián definován jako poměr délek oblouku a poloměru. Jeden radián je úhel který na kružnici o poloměru 1 m vytne oblouk o délce 1 m. 
Miliradián potom vytne na kružnici s poloměrem 1 m oblouk o délce 1 mm, nebo na kružnici o poloměru 1 km oblouk o délce 1 m. Miliradián je jednotka používaná pro malé úhly. 

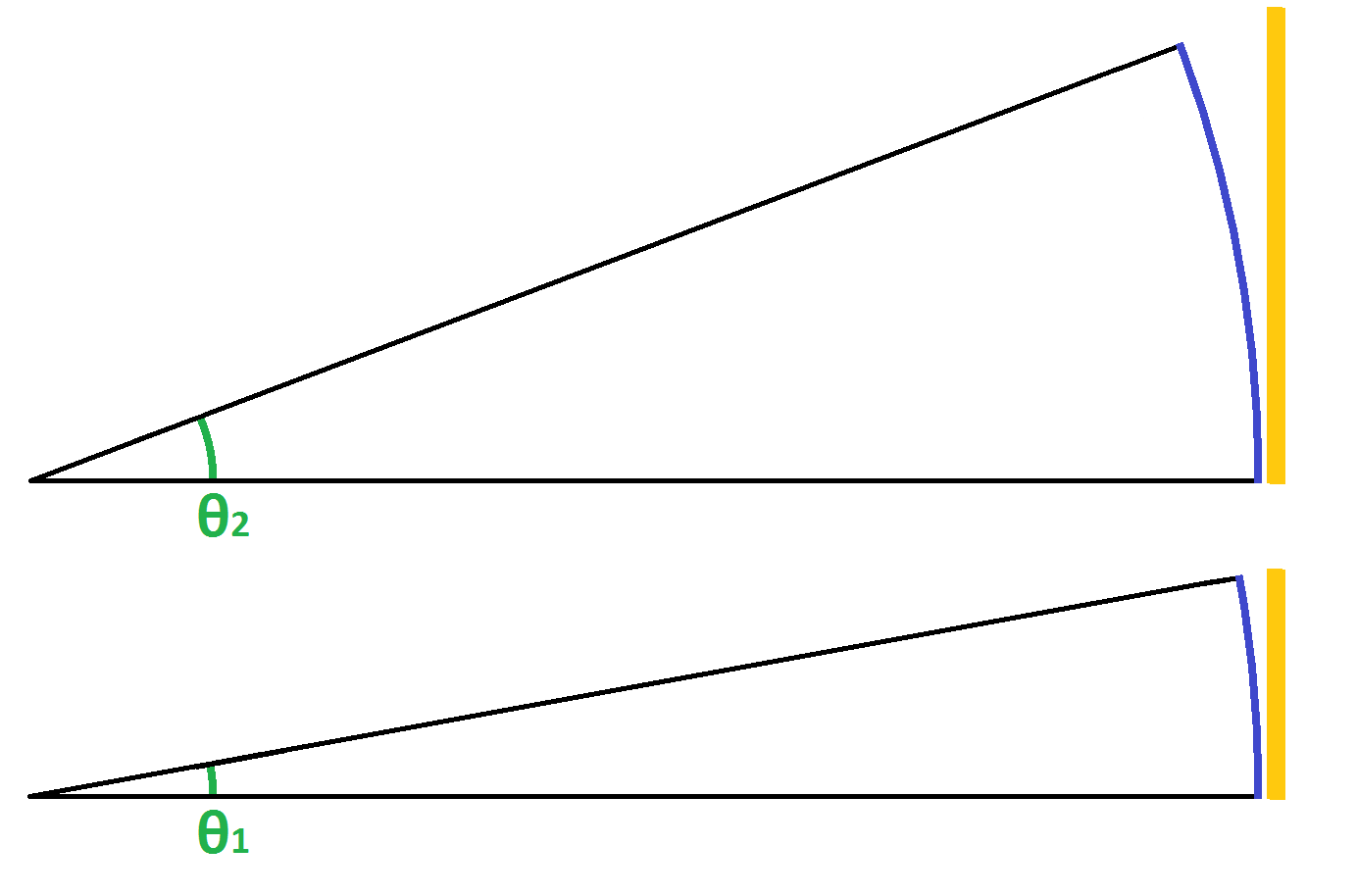
Pozorovací úhel (na obr. zeleně), délka oblouku (modře), pozorovaný objekt (oranžová)

## Princip a oblasti použití
Předností úhlových jednotek je to, že odpovídají perspektivě zraku. Zrak zobrazuje pozorovaný objekt ve vztahu k jeho vzdálenosti. Jinak řečeno, úhlová jednotka neudává velikost pozorovaného objektu, ale poměr velikosti ke vzdálenosti od pozorovatele.   
Při malém úhlu platí, že velikost pozorovaného objektu je téměř rovna délce oblouku na kružnici. Poloměr kruhu představuje vzdálenost pozorovaného objektu.
Výhodou práce s úhlovou jednotkou je přímá úměra mezi vzdáleností a délkou. To znamená, že například ve dvojnásobné vzdálenosti se délka oblouku také zdvojnásobí. 

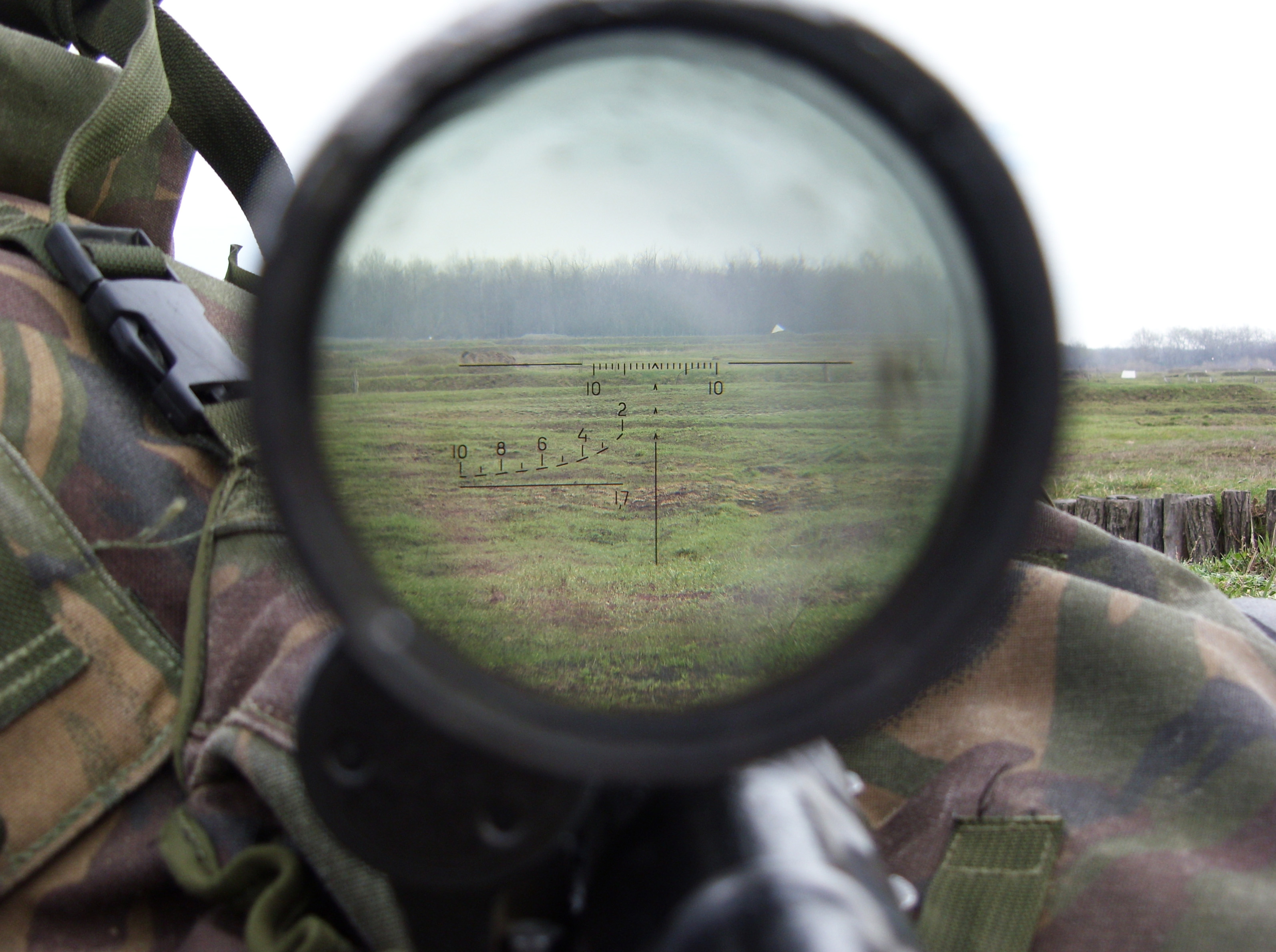
Pohled puškohledem PSO-1 se zaměřovacím křížem a stupnicí MilDot

### MilDot
Jednotka Mil se používá v oblasti zaměřovací optiky. Používá se na záměrné osnovy nebo krok korekčních mechanismů puškohledů. Pokud má záměrný kříž vyznačenu osnovu s jednotkami ve vzdálenosti dané pozorovacím úhledm 1Mil, nazývá se tato osnova MilDot. Česky se MilDot také nazývá dílec.

Výhodou je matematická snadnost přepočtu. Na vzdálenost 100m odpovídá 1Mil oblouku délky 10 cm. 
Při malých úhlech můžeme se zanedbatelnou chybou ztotožnit délku oblouku a tětivy, takže namísto délky oblouku lze přímo hovořit o posunou, nebo velikosti pozorovaného objektu.

### Využití pro odhad vzdálenosti
Pokud zaměříme dalekohled s osnovou MIlDot na objekt o známé velikosti, můžeme relativně snadno dopočítat vzdálenost tohoto objektu. 
vzdálenost [m]= velikost objektu [m] * 1000 / počet dílců na dalekohledu. 
Například pokud budeme předpokládat, že šíře ramen pozorované postavy je 50cm a ramena pozorované postavy na osnově zabírají dva dílce (2MilDot), potom je pozorovaná postava ve vzdálenosti dané výpočtem:
vzdálenost = 0,5 * 1000 / 2 = 250 [m] 

### Další oblasti použití
Mil i další úhlové jednotky se používají například v astronomii, kartografii, geodézii ale i jiných oborech.